# 1798 en littérature
| Années de la littérature : 1795 - 1796 - 1797 - 1798 - 1799 - 1800 - 1801    |
| Décennies de la littérature : 1760 - 1770 - 1780 - 1790 - 1800 - 1810 - 1820 |

Cet article présente les faits marquants de l'année 1798 en littérature.

## Événements
- Janvier : Friedrich Karl Forberg  publie dans le Journal philosophique un article intitulé Au sujet de l'évolution du concept de religion (Über die Entwicklung des Begriffs Religion), dans lequel il met en cause l'existence de Dieu et la possibilité de son règne à venir à partir d'arguments pris chez Kant. Fichte publie dans le même cahier du Journal philosophique un article intitulé Le fondement de notre croyance en une divine Providence. En novembre, un écrit anonyme intitulé Lettre d'un père à son fils étudiant concernant l'athéisme de Fichte et de Forberg déclenche la Querelle de l'athéisme ; le gouvernement de Saxe adresse le 19 novembre un rescrit de confiscation du Journal philosophique, complétés le 18 décembre par un réquisitoire de Frédéric-Auguste à la Cour de Weimar, afin de faire prononcer par le Sénat académique d'Iéna une censure contre Fichte et Niethammer[1].

- Fondation à Édimbourg de la maison d'édition Thomas Nelson[2].

## Parutions
- Johann Gottlieb Fichte, System der Sittenlehre, Jena and Leipzig, Christian Ernst Gabler, 1798 (présentation en ligne) (« Le Système de l’éthique »).
- William Godwin, Memoirs of the Author of A Vindication of the Rights of Woman, London, J. Johnson, 1798 (présentation en ligne) (« Souvenirs de l’auteur de la défense des droits de la Femme »), consacré à sa femme Mary Wollstonecraft.
- Thomas Malthus, An Essay on the Principle of Population, London, Joseph Johnson, 1798 (s:An Essay on the Principle of Population) (« Essai sur le principe de population »), anonyme.

- Dictionnaire de l'Académie françoise : Cinquième édition, Paris, J. J. Smits et Ce., 1798 (présentation en ligne), en deux volumes.

### Fictions
- François Guillaume Ducray-Duminil, Cœlina, ou l’Enfant du mystère, Paris, Le Prieur, 1798-1799 (présentation en ligne), roman en cinq volumes.
- Sophie Cottin, Claire d'Albe, Paris, Maradan, 1798-1799 (s:Claire d’Albe (Maradan 1799)/Texte entier), roman épistolaire.
- Francis Lathom, The Midnight Bell : a German Story, London, H. D. Symonds, 1798 (présentation en ligne), roman gothique en trois volumes, anonyme.
- Regina Maria Roche, Clermont, vol. 1, London, William Lane (Minerva Press), 1798 (présentation en ligne), roman gothique en quatre volumes 2 3 4.
- Eleanor Sleath (en), The Orphan of the Rhine : A Romance, London, William Lane (Minerva Press), 1798 (s:The Orphan of the Rhine) (« L'Orpheline du Rhin »), roman gothique en quatre volumes.
- Mary Wollstonecraft, Posthumous Works of the Author of A Vindication of the Rights of Woman, London, Joseph Johnson, 1798 (présentation en ligne), en deux volumes publiés par William Godwin. Contient The Wrongs of Woman: or, Maria. A fragment (« Maria ou le malheur d'être femme »), roman inachevé posthume.

### Poésie
- 16 avril : France: An Ode (« Ode à la France ») poème de Samuel Coleridge, est publié dans le Morning Post.
- Mai : publication du premier cahier de la revue Athenaeum dirigée par August et Friedrich Schlegel à Iéna, publication centrale du Premier romantisme allemand[3]. Novalis y publie ses premiers fragments (Blüthenstaub, « Grains de pollen »)[4].
- 18 septembre[5] : Coleridge et Wordsworth, Lyrical Ballads, London, J. et A. Arch, 1798 (s:Lyrical Ballads (1798)) (« Les Ballades lyriques  »), recueil de poésie. Il contient La Complainte du vieux marin de Coleridge. Publié anonymement, cet ouvrage marque le début de la littérature romantique en anglais. Il est imprimé pour la première fois à Bristol en 1798 pour Joseph Cottle, qui vend l'intégralité de son édition de 500 exemplaires à J. et A. Arch de Londres qui la publient avec une page de titre révisée.

- Musen-Almanach : für das Jahr 1798, Tübingen, Schiller, 1798 (présentation en ligne) (« Almanach des Muses pour l'année 1798 »). Les ballades de Goethe et Schiller composées en 1797 y sont publiées[6].
- Richard Polwhele (en), The Unsex'd Females : A Poem Addressed to the Author of The Pursuits of Literature, London, Cadell and Davies, 1798 (présentation en ligne) (« Femmes asexuées, poème »).

- Publication partielle du poème satyrique d'Ivan Kotliarevsky Eneïda, première œuvre littéraire en ukrainien moderne[7].

## Naissances
- 5 janvier : David Macbeth Moir, écrivain et médecin écossais († 6 juillet 1851).
- 5 mai : Marie-Nicolas Bouillet, professeur, traducteur et lexicographe français († 28 décembre 1865).